# マイク・クェイヤー
- マイク・クエイヤル

ミゲル・アンヘル・クェイヤー・サンタナ（Miguel Angel Cuellar Santana , 1937年5月8日 - 2010年4月2日）は、キューバのサンタ・クララ州（現：ビジャ・クララ州）サンタ・クララ出身のプロ野球選手（投手）。左投げ左打ち。
愛称は"Crazy Horse"（クレイジー・ホース）。

## 経歴
フルヘンシオ・バティスタ政権時代のキューバでは軍人で、1955年に陸軍チームの選手としてノーヒットノーランを達成し、注目を集めた。
1957年にMLBのシンシナティ・レッズと契約を結び、入団した。
1959年4月18日の対フィラデルフィア・フィリーズ戦でMLB初登板。この年は2試合にリリーフで登板し、防御率15.75の成績でマイナーリーグに降格した。
1960年から1963年までの4シーズンはマイナー（デトロイト・タイガースやクリーブランド・インディアンス傘下のチームに移籍）、およびメキシカンリーグのみで登板した。
1964年にセントルイス・カージナルスで5年ぶりにMLBに昇格。主にリリーフで5勝5敗4セーブを挙げた。1965年4月15日にはトレードでヒューストン・アストロズへ移籍した。
アストロズ移籍2年目の1966年に12勝10勝・防御率2.22の好成績を挙げ、1967年には16勝11敗と勝ち星を伸ばし、オールスターゲームにも選ばれた。1968年には防御率2.74ながら味方打線の援護が少なくて8勝11敗に終わると、この年限りでトレードでボルチモア・オリオールズへ移籍した。
オリオールズ移籍初年度の1969年にはスクリューボールとチェンジアップを武器として23勝11敗・防御率2.38の活躍でデニー・マクレインとともにサイ・ヤング賞を受賞した。同賞初のラテンアメリカ出身選手の受賞となった。この年より東西2地区制が導入され、オリオールズはアメリカンリーグの東地区優勝を収め、リーグチャンピオンシップシリーズ第1戦の先発投手を務めた。チームはミネソタ・ツインズを下し、ワールドシリーズに進出した。ニューヨーク・メッツとのワールドシリーズでも第1戦で先発し、メッツ打線を1点に抑えて完投勝利を収めたが、これがチーム唯一の勝利となった。第4戦にも先発して7回を投げて1失点に抑えるが、延長戦の10回に1-2でサヨナラ負けを喫し、第5戦にも敗れてワールドチャンピオンを逃した。
1970年には24勝8敗・防御率3.48・190奪三振・リーグ最多21完投を記録し、最多勝のタイトルを獲得した。チームは2年連続で地区優勝を果たした。ツインズとのリーグチャンピオンシップシリーズでは再び第1戦に先発。満塁本塁打を放つ。2012年終了時点で、両リーグを問わず、リーグチャンピオンシップシリーズ史上唯一の投手の満塁本塁打となっている。チームは10-6で勝ったが、自身は5回途中に降板したため、勝利投手にはなっていない。シンシナティ・レッズとのワールドシリーズでは第2戦に先発。3回4失点で降板するが、チームは逆転勝利。3勝1敗とレッズを追い込んだ後の第5戦に再び先発して初回に3点を失うが、以後立ち直って9-3で完投勝利を収め、チームをワールドチャンピオンに導いた。
1971年は20勝9敗・防御率3.08を記録。この年にチームメイトのデーブ・マクナリーが21勝、ジム・パーマーとパット・ドブソンがそれぞれ20勝を挙げ、1920年のシカゴ・ホワイトソックス以来のMLB史上2チーム目の1チームで20勝投手4人という快挙となった。5人体制の先発ローテーションが完全に定着し、全体でも20勝を挙げる投手が珍しくなった現在では、より一層記録更新が難しくなった記録である。この年もチームは地区優勝。オークランド・アスレチックスとのリーグチャンピオンシップシリーズ第2戦ではキャットフィッシュ・ハンターに投げ勝って勝利投手となった。ピッツバーグ・パイレーツにはワールドシリーズでは第3戦に敗れ、3勝3敗で迎えた第7戦でもパイレーツ打線を2点に抑えたが敗れ、2年連続のワールドチャンピオンを逃した。この年の秋にはオリオールズが日米野球で単独チームで日本を訪れている。
1972年から1974年までの3年間は安定して20勝前後を記録した。1973年と1974年には地区優勝するが、いずれもリーグチャンピオンシップシリーズで当時ワールドシリーズ3連覇を達成したアスレチックスに敗れた。
1976年は4勝13敗に終わり、この年限りでフリーエージェント（FA）でカリフォルニア・エンゼルスへ移籍するが、2試合に登板した時点で放出され、現役を引退した。
投手としての主な球種はスクリューボール、スライダー、スローカーブ、チェンジアップ(米書　「guide　to　pitchers」)より
1979年に42歳で「現役復帰」し、プエルトリコのウィンターリーグ"リーガ・デ・ベイスボル・プロフェシオナル・デ・プエルトリコ"とメキシカンリーグでプレーした。
1982年にオリオールズ野球殿堂入りを果たした。
1984年にキューバ野球殿堂入りを果たした。
現役引退後はフロリダ州オーランドに在住していた。2010年4月2日に胃癌のため、死去
。72歳没。

## 詳細情報

### 年度別投手成績
| 年 度     | 球 団     | 登 板 | 先 発 | 完 投 | 完 封 | 無 四 球 | 勝 利 | 敗 戦 | セ 丨 ブ | ホ 丨 ル ド | 勝 率 | 打 者 | 投 球 回 | 被 安 打 | 被 本 塁 打 | 与 四 球 | 敬 遠 | 与 死 球 | 奪 三 振 | 暴 投 | ボ 丨 ク | 失 点 | 自 責 点 | 防 御 率 | W H I P |
| --------- | --------- | ----- | ----- | ----- | ----- | -------- | ----- | ----- | -------- | ----------- | ----- | ----- | -------- | -------- | ----------- | -------- | ----- | -------- | -------- | ----- | -------- | ----- | -------- | -------- | ------- |
| 1959      | CIN       | 2     | 0     | 0     | 0     | 0        | 0     | 0     | 0        | --          | ----  | 24    | 4.0      | 7        | 1           | 4        | 1     | 0        | 5        | 1     | 0        | 8     | 7        | 15.75    | 2.75    |
| 1964      | STL       | 32    | 7     | 1     | 0     | 1        | 5     | 5     | 4        | --          | .500  | 320   | 72.0     | 80       | 8           | 33       | 4     | 1        | 56       | 1     | 0        | 43    | 36       | 4.50     | 1.57    |
| 1965      | HOU       | 25    | 4     | 0     | 0     | 0        | 1     | 4     | 2        | --          | .200  | 238   | 56.0     | 55       | 3           | 21       | 4     | 1        | 46       | 2     | 0        | 24    | 22       | 3.54     | 1.36    |
| 1966      | HOU       | 38    | 28    | 11    | 1     | 2        | 12    | 10    | 2        | --          | .545  | 913   | 227.1    | 193      | 10          | 52       | 8     | 0        | 175      | 9     | 1        | 79    | 56       | 2.22     | 1.08    |
| 1967      | HOU       | 36    | 32    | 16    | 3     | 2        | 16    | 11    | 1        | --          | .593  | 1021  | 246.1    | 233      | 16          | 63       | 3     | 1        | 203      | 1     | 1        | 99    | 83       | 3.03     | 1.20    |
| 1968      | HOU       | 28    | 24    | 11    | 2     | 3        | 8     | 11    | 1        | --          | .421  | 700   | 170.2    | 152      | 8           | 45       | 7     | 1        | 133      | 2     | 0        | 60    | 52       | 2.74     | 1.15    |
| 1969      | BAL       | 39    | 39    | 18    | 5     | 4        | 23    | 11    | 0        | --          | .676  | 1137  | 290.2    | 213      | 18          | 79       | 7     | 1        | 182      | 3     | 2        | 94    | 77       | 2.38     | 1.00    |
| 1970      | BAL       | 40    | 40    | 21    | 4     | 2        | 24    | 8     | 0        | --          | .750  | 1214  | 297.2    | 273      | 34          | 69       | 5     | 1        | 190      | 6     | 1        | 126   | 115      | 3.48     | 1.15    |
| 1971      | BAL       | 38    | 38    | 21    | 4     | 3        | 20    | 9     | 0        | --          | .690  | 1166  | 292.1    | 250      | 30          | 78       | 1     | 1        | 124      | 3     | 0        | 111   | 100      | 3.08     | 1.12    |
| 1972      | BAL       | 35    | 35    | 17    | 4     | 4        | 18    | 12    | 0        | --          | .600  | 989   | 248.1    | 197      | 21          | 71       | 4     | 0        | 132      | 3     | 0        | 78    | 71       | 2.57     | 1.08    |
| 1973      | BAL       | 38    | 38    | 17    | 2     | 3        | 18    | 13    | 0        | --          | .581  | 1127  | 267.0    | 265      | 29          | 84       | 2     | 0        | 140      | 8     | 0        | 120   | 97       | 3.27     | 1.31    |
| 1974      | BAL       | 38    | 38    | 20    | 5     | 1        | 22    | 10    | 0        | --          | .688  | 1111  | 269.1    | 253      | 17          | 86       | 4     | 2        | 106      | 2     | 0        | 106   | 93       | 3.11     | 1.26    |
| 1975      | BAL       | 36    | 36    | 17    | 5     | 0        | 14    | 12    | 0        | --          | .538  | 1034  | 256.0    | 229      | 17          | 84       | 5     | 1        | 105      | 7     | 1        | 112   | 104      | 3.66     | 1.22    |
| 1976      | BAL       | 26    | 19    | 2     | 1     | 0        | 4     | 13    | 1        | --          | .235  | 490   | 107.0    | 129      | 8           | 50       | 5     | 2        | 32       | 5     | 0        | 63    | 59       | 4.96     | 1.67    |
| 1977      | CAL       | 2     | 1     | 0     | 0     | 0        | 0     | 1     | 0        | --          | .000  | 21    | 3.1      | 9        | 2           | 3        | 1     | 0        | 3        | 0     | 0        | 7     | 7        | 18.90    | 3.60    |
| MLB：15年 | MLB：15年 | 453   | 379   | 172   | 36    | 25       | 185   | 130   | 11       | --          | .587  | 11505 | 2808.0   | 2538     | 222         | 822      | 61    | 12       | 1632     | 53    | 6        | 1130  | 979      | 3.14     | 1.20    |

- 各年度の太字はリーグ最高

### タイトル
- 最多勝利：1回（1970年）

### 表彰・記録
- サイ・ヤング賞：1回（1969年）
- オールスターゲーム出場：4回（1967年、1970年、1971年、1974年）

### 背番号
- 32 （1959年）
- 35 （1964年 - 1977年）